# 泰赖斯泰涅
泰赖斯泰涅，是匈牙利包尔绍德-奥包乌伊-曾普伦州所辖的一个村。总面积8.69平方公里，总人口23，人口密度2.6人/平方公里（2011年1月1日）。